# Vrede van Breslau
De Vrede van Breslau was een voorvrede die op 11 juni 1742 getekend werd door afgezanten van keizerin Maria Theresia van Oostenrijk en koning Frederik II de Grote van Pruisen. Hiermee werd de Eerste Silezische Oorlog beëindigd. 
In 1740 bezette de Pruisische koning Frederik Silezië, dat sinds 1526 deel was van de Habsburgse monarchie. Verscheidene pogingen om de aanvaller terug te dringen mislukten en de bondgenoten van Frederik, troepen uit Frankrijk, Saksen en Beieren vielen zelfs het naburige Bohemen aan. De Oostenrijkse troepen werden verslagen op 17 mei 1742 bij de Slag om Chotusitz. 
In de voorvrede werd besloten dat Maria Theresia het grootste deel van de Silezische hertogdommen moest afstaan aan Pruisen, behalve het hertogdom Teschen, de districten Troppau en Krnov ten zuiden van de rivier Opava en ook het zuidelijke deel van het vorstendom Neisse. Deze gebieden werden allen deel van Oostenrijks Silezië. Frederik annexeerde ook het Boheemse graafschap Glatz. Buiten de deling van het Olzagebied en de incorporatie van het Hultschiner land vormt de demarcatielijn van 1742 nu nog steeds de grens tussen Polen en Tsjechië.

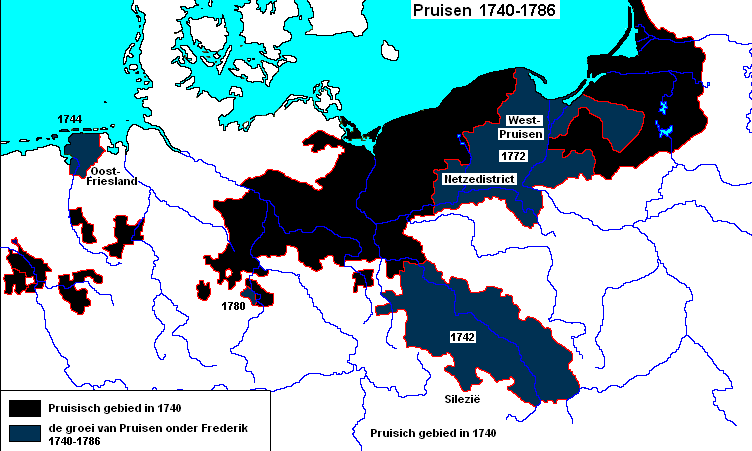
Pruisische annexaties onder koning Frederik II: Silezië in 1742, Oost-Friesland in 1744, koninklijk Pruisen met het Netzedistrict tijdens de Eerste Poolse Deling in 1772, Mansfeld in 1780